# Никлида
Никлида — село в Тляратинском районе Дагестана. Входит в состав сельского поселения сельсовет Мазадинский.

## География
Расположено в 11 км к северо-востоку от районного центра — села Тлярата, на левом берегу реки Мазадинка.

## Население
| 1869 | 1888 | 1895 | 1926 | 1939 | 1970 | 1989 |
| ---- | ---- | ---- | ---- | ---- | ---- | ---- |
| 44   | ↗60  | ↘54  | ↗55  | ↗80  | ↘74  | ↗104 |
| 2002 | 2010 | 2021 |      |      |      |      |
| ↗122 | ↗173 | ↘126 |      |      |      |      |